# اوموول
اوموول (به لاتین: Umowl) یک منطقهٔ مسکونی در افغانستان است که در ولایت بدخشان واقع شده‌است.